# Pruillé-le-Chétif
Pruillé-le-Chétif là một xã trong tỉnh Sarthe trong vùng Pays-de-la-Loire ở tây bắc nước Pháp. Xã này nằm ở khu vực có độ cao từ 52-128 mét trên mực nước biển.